# توماس كوب (مؤلف)
توماس كوب (بالإنجليزية: Thomas Cobb)‏ (9 يوليو 1947)؛ كاتِب ومؤلِّف وروائي أمريكي.